# カンボジアの国旗
カンボジアの国旗（カンボジアのこっき）は、カンボジア内戦前の王国時代のものと同じデザインで、1993年の王政復古の際に制定された。
上から青・赤・青が用いられた旗の中央に、国の象徴的遺跡である白いアンコール・ワットを配置し、青は王権を、赤は国家を、白は仏教徒を表している。

縦掲揚用旗

国王旗

## 歴史
アンコール・ワットを配するという基本的な旗のデザインは、1850年頃から存在している。
1948年にフランスの保護国からカンボジア王国が独立すると、全体を1:2:1の比率で横に三分割した、現行のものと同じデザインの国旗が制定され、クメール共和国（ロン・ノル政権）が登場する1970年10月9日まで用いられた。民主カンプチア（ポル・ポト政権）やそれを打倒したカンプチア人民共和国も、赤地に黄色のアンコール・ワットというデザインをともに用いた。

### アンコール・ワットのデザイン
アンコール・ワットはポル・ポト政権崩壊後の暫定統治時代を除き、共通して描かれている。内戦前と現在のカンボジア王国では、五段の上に白い三本の塔を描いている。日本統治時代は、上から見た塔の配置を図案化したものを用いた。クメール共和国時代は、王国時代と同じものがカントン部に配された。民主カンプチア時代は金色抜きの三段の上に三本の塔、カンボジア人民共和国時代は金色抜きの二段の上に五本の塔と、いずれも輪郭のみの簡略化されたものであった。カンボジア国時代は、五段の上に金色の塔5本で、段数・塔数ともに最多の複雑な図案であった。

### - フランス保護領

- 1863年 ?クメール帝国から暗黒時代（英語版）にかけての旗
1863年 - 1942年 1945年 - 1948年 ?フランス保護国時代の旗
1942年 - 1945年 ?日本統治時代の旗

### 独立以降

1948年 - 1970年 1975年 - 1976年 ?カンボジア王国の旗
1970年 - 1975年 ?クメール共和国の旗
1976年 - 1979年 ?民主カンプチアの旗
1979年 - 1989年 ?カンプチア人民共和国の旗
1989年 - 1991年 ?カンボジア国の旗
1992年 - 1993年 ?UNTAC統治下の旗
現在の国旗（縦横比2:3の別タイプ）